# Tejar de Salyt
Tejar de Salyt es un barrio periférico perteneciente al distrito Bailén-Miraflores de la ciudad de Málaga, España. Se extiende al norte de la Avenida de Valle Inclán o Ronda Intermedia. Según la delimitación oficial del ayuntamiento, limita al norte con los barrios de Carlinda y Florisol, barrio con el que también limita al este; al sur limita con Suárez, Pavero, el Parque del Norte y La ENcarnación; y al oeste, con Granja Suárez.
La mayor parte del barrio lo ocupan los terrenos de la antigua fábrica homónima.

## Transportes
En autobús queda conectado mediante las siguientes líneas de la EMT: 
| Línea | Trayecto                                      | Recorrido | Frecuencia    |
| ----- | --------------------------------------------- | --------- | ------------- |
| 6     | Alameda Principal - La Milagrosa              | Recorrido | 50 minutos    |
| 7     | Alameda Principal - Miraflores de los Ángeles | Recorrido | 10-11 minutos |
| 38    | Alameda Principal - Granja Suárez             | Recorrido | 20-25 minutos |